# Europas historia

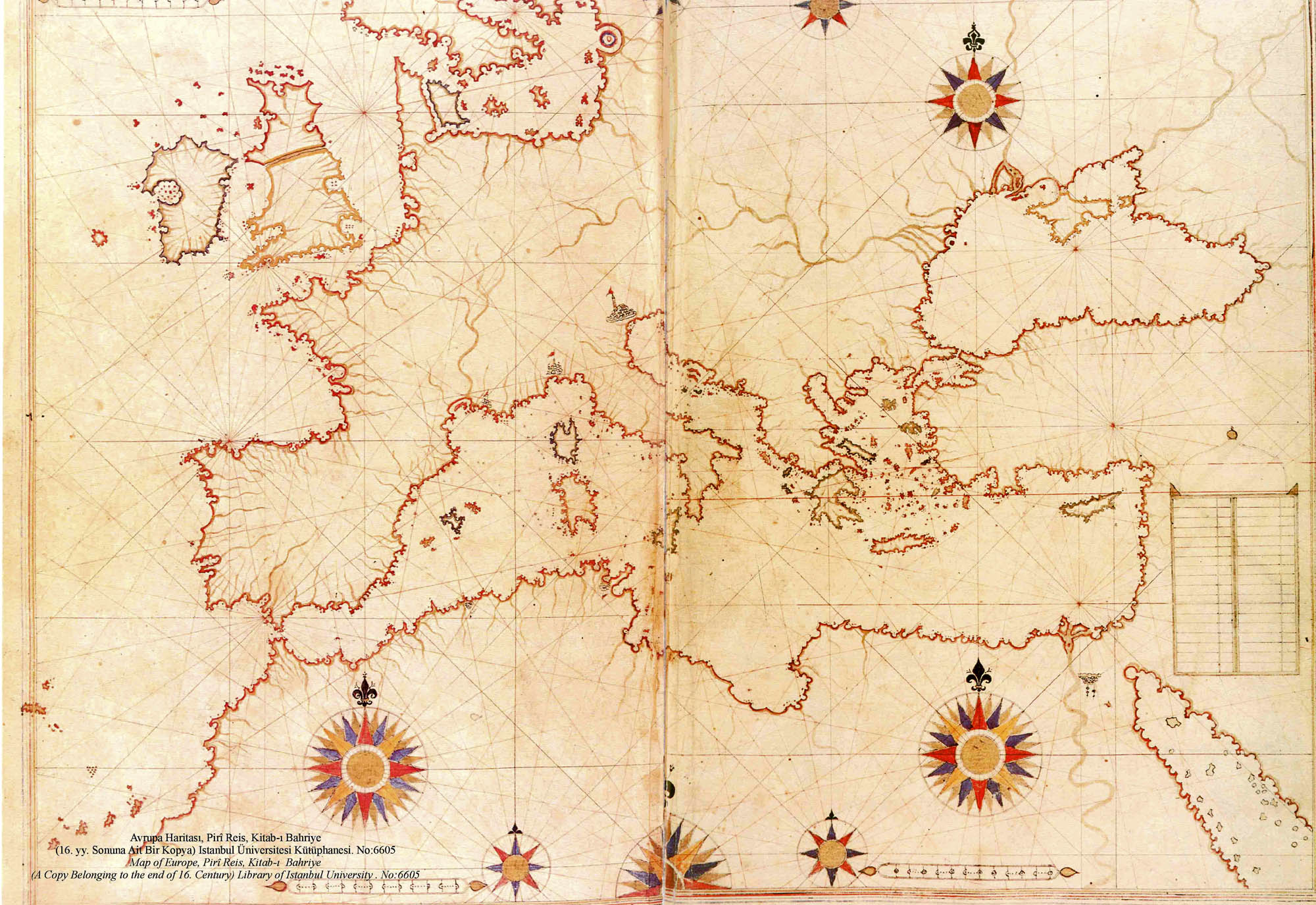
Medeltida karta över Europa av Piri Reis.

Europas historia går tillbaka 800 000 år, till de första människor som då kom till Europa som ett resultat av Homo erectus spridning över jorden. Homo sapiens anlände till Europa för 40000 år sedan och konkurrerade så småningom ut neanderthalmänniskan.
Mellanösterns tidiga högkulturer ledde till metallkulturernas (brons och järn) introduktion i Europa, och Grekland och senare Rom blev både kulturella och politiska maktcentra. Under medeltiden kristnades i princip hela Europa, och en mängd statsstater etablerades. Mellan 1400- och 1800-talet skaffade ett antal större länder utomeuropeiska kolonier, vilket bidrog med resurser till 1700- och 1800-talets industrialisering, liksom att nationalspråk som spanska, franska, engelska och ryska kom att bli globala språk.
Sedan 1700-talet har Europa upplevt ett antal demokratiseringsvågor, genom upplysningstiden, franska revolutionen, införandet av kvinnlig rösträtt och bildandet av Europeiska unionen. Samtidigt har konkurrensen mellan expansiva europeiska stater lett till både första och andra världskriget. Väst/östuppdelningen i slutet av 1900-talet avlöstes efter Berlinmurens fall av en tids avspänning, men ny rysk expansionism har under 2000-talet lett till konflikter med ett antal grannländer.

## Forntid
Europas historia tillbaka 800 000 år, till de första människor som då kom till Europa som ett resultat av Homo erectus spridning över jorden. Medan den moderna människan (Homo sapiens) fortfarande utvecklades i Afrika levde Homo heidelbergensis och Homo neanderthalensis (neandertalmänniska) i Europa.
De första moderna människorna utvecklades i Afrika för omkring 200 000 år sedan och kom till Europa för cirka 40 000 år sedan. Det var endast en liten grupp afrikaner som för kanske 60 000 år sedan tog sig över till Sinaihalvön, och som blev förfäder till alla människor utom de afrikaner som stannade i Afrika. Forskarna tvistar ännu om vägen till Europa har gått direkt norrut genom det som idag är Israel, Libanon och Syrien, eller om våra förfäder tog sig vidare över till Arabiska halvön och sedan följde Indiska oceanens kust tills de stötte på floder som de följde norrut. I bägge fallen bör Homo sapiens i sin första inflyttningsvåg till Europa för 40 000 år sedan ha tagit sig till Europa via det som idag är Anatolien (Turkiska halvön), där mycket gamla fynd har hittats, och vidare över Bosporen.
Ansiktsbenen från den hittills äldsta "europén" – en 40 000 år gamla fossil från en tonåring – har hittats i en grotta i Rumänien, och Richard Neave, brittisk kriminaltekniker har återskapat ansiktet med hjälp av kopior av skallbenen. En mörkhyad, men inte svart, person med ansiktsdrag som inte överensstämmer helt med någon nu levande folkgrupp blev resultatet. (Den ljusa hudfärgen antas ha utvecklats som ett resultat av människans behov av vitamin D.) Neave talar om ett ansikte som tycks befinna sig i "flux" – i ett tillstånd av förändring mot vilken som helst av de folkgrupper som idag finns i världen. Omkring tio procent av dagens européer bär på gener från dessa första européer. Européerna är dock ingen folkgrupp avskild från andra på jorden. Om vi moderna människor jämför oss med varandra är en person, vilken som helst, till 99,9 procent genetiskt identisk med en slumpvis utvald människa var som helst på jorden. Enligt nya rön bär dessutom alla människor på jorden utom svarta afrikaner på en liten mängd genetiskt material som är unikt för neandertalmänniskan.
De sista neandertalmänniskorna dog ut för cirka 30 000 år sedan. För cirka 25 000 år sedan svepte vågor av invandrare från Asien in i Europa, och kom att dominera kontinenten. Att likadana konstföremål hittats från dagens Frankrike till området kring Kaspiska havet tyder på ett socialt nätverk och människor med en övergripande gemensam kultur.

## Antiken

Romerska riket som störst 117 e.Kr., under Trajanus.

Särskilt stort bestående inflytande hade antikens Grekland samt romerska riket, som under en period förenade hela södra Europa och andra kustområden vid Medelhavet i ett imperium. I romarriket kunde också den nya religionen kristendomen utbredas snabbt. Under kejsaren Theodosius I blev kristendomen statsreligion och dess inflytande har fortsatt till vår tid.

## Medeltiden

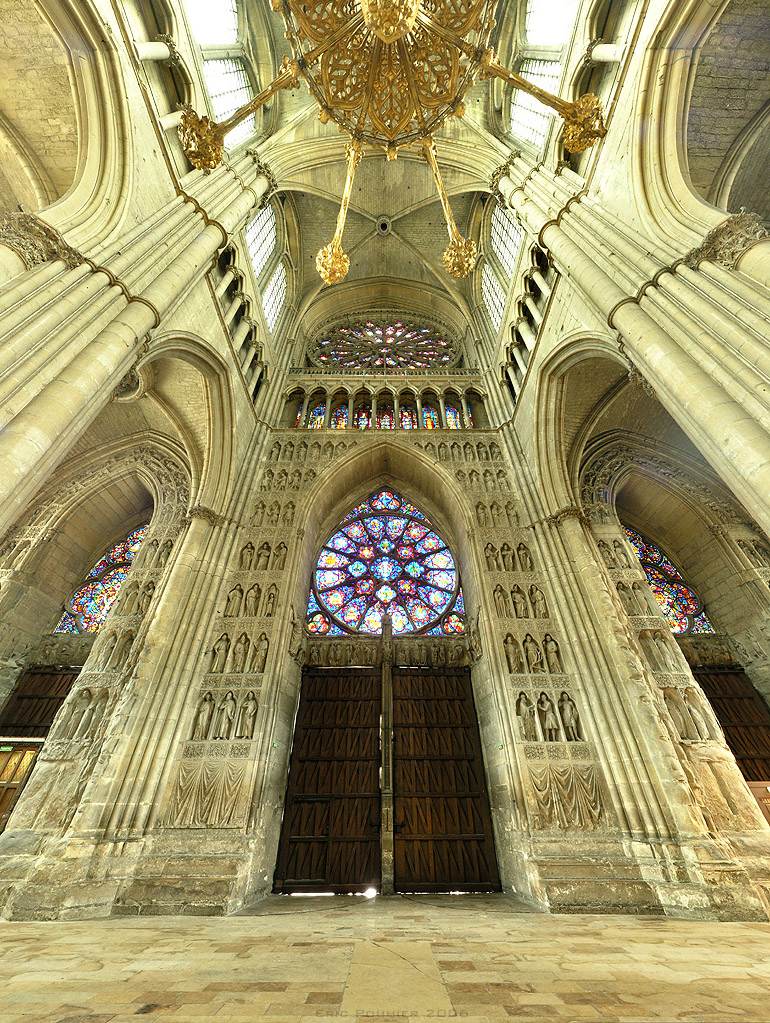
Interiör från katedralen i Reims, byggd under tidigt 1200-tal. Katedralen är uppförd i den gotiska stil som utvecklades under 1100-talet och blev en av medeltidens främsta kännetecken.

Runt år 400 började det tidigare så dominerande romarriket att sakta destabiliseras och splittras. Interna ekonomiska, sociala och politiska konflikter gjorde det möjligt för migrerande germanska folkslag från norra och östra Europa att gradvis försvaga och till slut störta de gamla imperierna. Tiden från ca 400–600 var en mycket dynamisk och omvälvande period av stora folkförflyttningar som i modern tid har kallats folkvandringstiden. En ny samhällsordning uppstod i Europa genom att romersk och germansk kultur sammansmälte och anammade en kristen trosuppfattning.
Tidig medeltid (ca 400–1000) var en period av decentralisering och destabilisering av tidigare starka centralmakter. De stora folkvandringarna och nomader från stäpperna i öst som hunner och magyarer slog sönder och försvagade kungamakten. Muslimer som invaderade och bosatte sig på Iberiska halvön, Sicilien och södra Italien på 700- och 800-talet och muslimska pirater härjade i Medelhavet.  
Under denna tid skall även Rurik från Roslagen grundlagt de som idag är Ryssland vilket inte ifrågasätts av majoriteten av västerländska historiker förutom Ryska nationalistiska historiker. Island den sista stora stora obebodda platsen i Europa blev också under denna tid koloniserad av skandinaviska bosättare.  
Även om muslimerna ägnade sig åt plundringståg så var deras närvaro inte lika destruktiv som folkens från nord och öst. Den muslimska civilisationen var mycket avancerad såväl tekniskt som kulturellt. Områden som hamnade under muslimsk överhöghet växte snabbt till framgångsrika och blomstrande regioner. Näst efter Konstantinopel var städer som Cordoba i dagens Spanien och Palermo på Sicilien under flera hundra år de största i Europa, med många hundra tusen invånare.
Det romerska riket delades redan 395 upp i två delar; en västlig och en östlig. Det västromerska riket var det svagare och förlorade snart all reell makt, även om senare riken skulle titulera sig som dess arvtagare. Det östromerska riket, oftare kallat Bysantinska riket eller Bysans, var betydligt mer livskraftigt och blev den mest direkta arvtagaren och förvaltaren av romerska traditioner och lagar. Konstantinopel, det moderna Istanbul, var rikets huvudstad och var under flera hundra år en av världens största städer.
Den mongoliska invasionen påbörjades under 1200-talet. Mongolerna erövrade det som är Ryssland idag. De nåde Europa men precis innan en storskalig invasion kunde påbörjas dog khanen Ögödei, vilket avslutade fälttåget. Ögödeis död räddade sannolikt Europa från mongolernas fortsatta erövringar. Invasionen ledde till att mongolerna stärkte sitt fäste i gyllene horden och styrde över det som är sydvästra Ryssland.
Under medeltiden uppstod en konkurrens mellan den nya romerska kejsaren i väst och den gamla romerska kejsaren i Bysans. Europa delades i ett östligt och ett västligt område efter deras respektive inflytande. Missionärer spred kristendomen över norra och östra Europa, så att hela Europa blev kristet. I västra Europa var det konkurrens mellan kejsare och påve om övermakten.
Särskilt under högmedeltiden ökade folkmängden kraftigt från 30–40 miljoner människor (runt år 1000) till 70–80 miljoner (runt år 1300). Det var särskilt i västra och södra Europa som denna ökning skedde medan norra och östra Europa förblev relativt glesbefolkade långt in på senmedeltiden.

## Tidigmodern tid

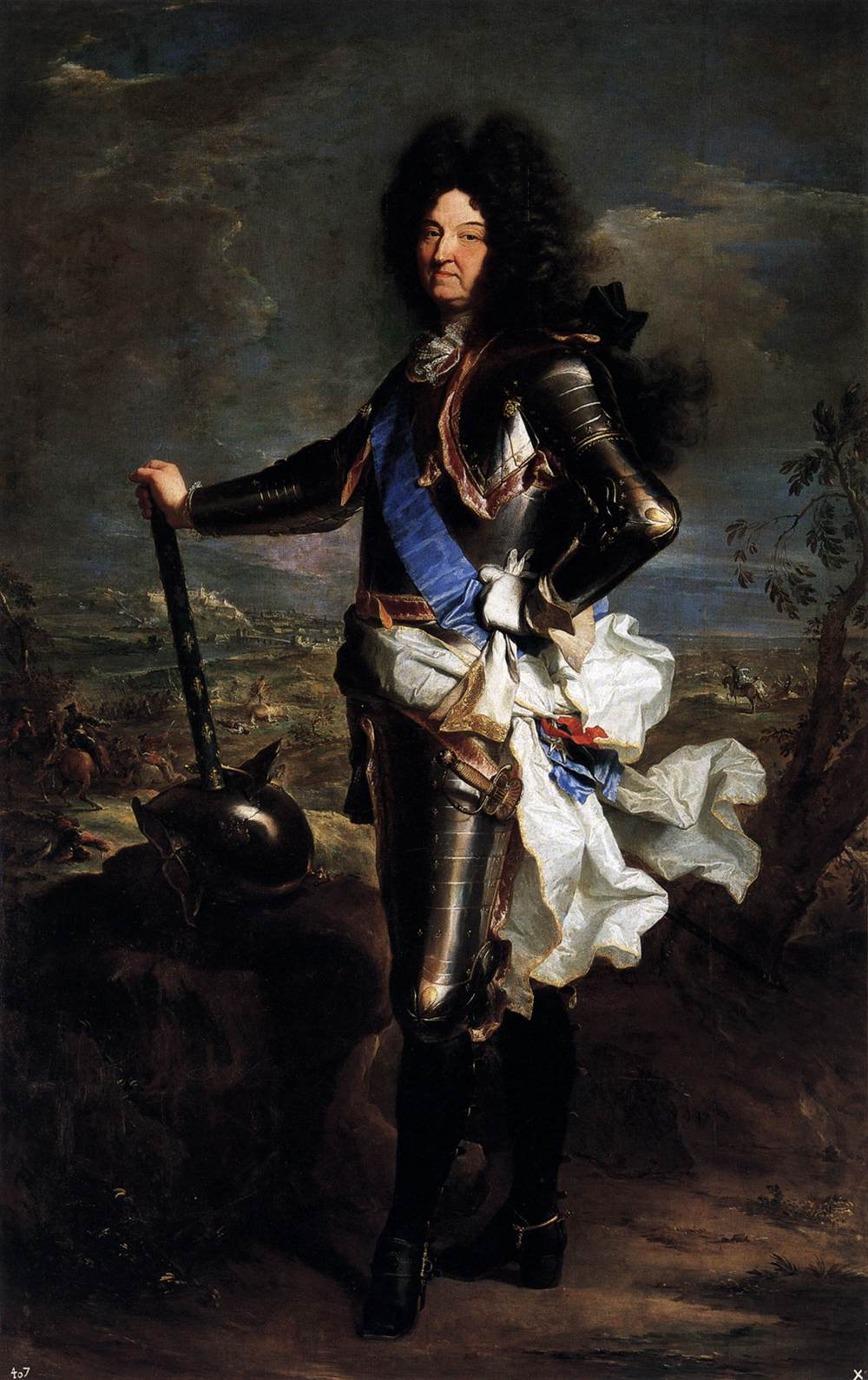
"Staten, det är jag." Så summerade Ludvig XIV av Frankrike den absoluta monarkin, som under tidigmodern tid skulle införas i ett flertal europeiska länder.

Perioden i Europas historia från 1500-talets början till fram till franska revolutionen kallas den tidigmoderna tiden. Den inleds med slutet på reconquistan och början på reformationen och en rad geografiska upptäckter. Ryssland befrias också under denna tid från Gyllene horden av Ivan III från Moskva.  
Från 1400-talet byggde europeiska länder (särskilt Spanien, Portugal, Nederländerna, Frankrike och Storbritannien) koloniala imperier med stora besittningar i Afrika, Amerika och Asien. Detta ledde till att Europa blev den världsdel som har haft störst inflytande på andra världsdelar (till exempel genom kristen mission,  kolonialism, slavhandel, annan handel och kultur).  
Reformationen på 1500-talet delade kyrkan i en katolsk och en protestantisk del. Religionskrig följde på denna delning, och 1618 till 1648 förhärjade det trettioåriga kriget stora delar av Mellaneuropa. 
Karaktäristiskt för tidigmodern tid är att statsmakterna konsoliderar sig genom att furstar och ståndsförsamlingar stärker greppet om samhället. Absolut monarki inför i flera länder och dess främste företrädare blir den franska kungen Ludvig XIV. Man ser under perioden en situation i Europa där nya tolitära militariserade stormakter utkämpar krig som trettioåriga kriget och spanska tronföljdskriget.
På 1700-talet förde Upplysningen fram nya ideal som tolerans, mänskliga rättigheter, jämlikhet och frihet. Upplysningsidéerna bidrog till politisk turbulens som kom att kulminera i den franska revolutionen 1789 för första gången borgerligheten till makten. Enligt marxister var det dock materiella förhållanden snarare än idéer som ledde till franska revolutionen. Men det är inte bara franska revolutionen som är en vattendelare som utgör slutet på den tidigmoderna tiden, den agrara revolutionen och den industriella revolutionen skulle för alltid förändra Europa.

## Modern tid
I början av 1800-talet hamnade halva Europa under den franske kejsaren Napoleon I:s välde, tills han led nederlag i Ryssland 1812. Se Napoleonkrigen.
Industrialiseringen började i delar av Europa på 1700-talet och förändrade livet för breda befolkningsskikt. Som en följd av arbetarnas fattigdom uppstod socialistiska rörelser på 1800-talet. Århundradet var också en tid av stark strävan mot demokrati, men även men starka inslag av reaktionism och imperialism.

### Folkmängden stabiliseras
Under nittonhundratalet bromsade den befolkningsexplosion som funnits under 1800-talet i Europa samtidigt som en befolkningexplosion i omvärlden inleddes. Detta ledde till att västvärldens folkmängd stagnerade och européernas andel av världsbefolkningen under 1900-talet sjönk drastiskt. Den demografiska förändringen berodde inte bara på ekonomiska och sociala förändringar utan till stor del på en förändrad attityd till familjeplanering under slutet av 1800-talet, särskilt inom den växande medelklassen och inom överklassen. Världskrigen har ofta framförts som orsaker till den avstannade befolkningsexplosionen men om man ser till den sjunkande nativiteten verkar deras roll överdriven. Minskningen i födelsetal slog dock inte igenom i Europas fattigare delar. Under 1900-talets första decennium nådde migrationen till USA från Europa sin topp, för att sedan minska. Inom Europa hade migration av arbetskraft varit vanligt (främst inom jordbruket) men de pass- och gränsvaktssystem som infördes under första världskriget blev permanenta och satte stopp för det.

### Ett hårdnande ideologiskt klimat
Under 1800-talet hade man på politisk nivå varit relativt enig om vissa liberala principer, som behovet av grundlag, parlament, individens rättigheter och att staten skulle hålla sig utanför det ekonomiska livet. Under åren kring 1900 började stora grupper kräva att staten skulle ge sig in mer aktivt i samhällsutvecklingen. Detta hängde samman med uppkomsten av 1800-talets två nya ideologier: socialismen och nationalismen, två ideologier med helt motsatta idéer. En våg av politiska attentat, inspirerade av agitatorer som Michail Bakunin och Johann Most, som inletts under artonhundratalets andra hälft bidrog till det uppskruvade tonläget. Ett av dessa, attentatet mot Franz Ferdinand skulle bli startskottet för en mobilisering av de Europeiska krigsmaskinerna.

### Världskrig och revolution

#### Första världskriget 1914–1918

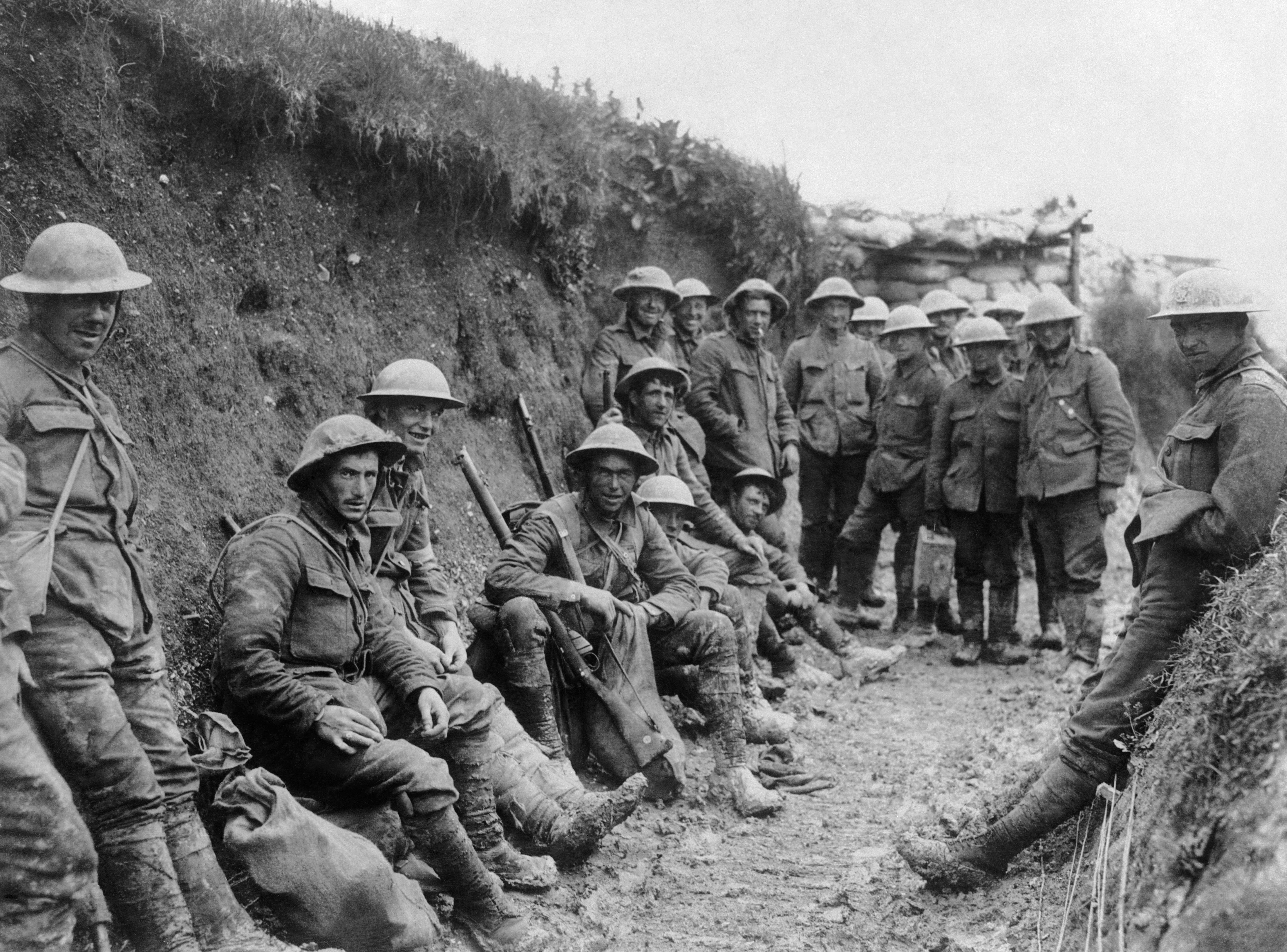
Väntande irländska soldater vid slaget vid Somme.

Under Otto von Bismarcks tid som tysk kansler hade det skapats olika pakter som var i maktbalans. Men kring sekelskiftet växte motsättningarna mellan allianserna i Europa och systemet kollapsade. Frankrike vill ha revansch för nederlaget i fransk-tyska kriget, Storbritannien och Tyskland konkurrerade om världsherraväldet på haven och Ryssland och Österrike-Ungern konkurrerade om herraväldet över Balkan. En kapprustning inleddes i Europa och när mordet på Franz Ferdinand ledde till en dispyt mellan Österrike-Ungern och Serbien påbörjades en mobilisering.
Kriget blev ett blodigt utnötningskrig med 16 miljoner dödande som Frankrike och England gick segrande ur efter att Tyskland kapitulerat och den 28 juni 1919 skrev Tyskland på Versaillesfördraget. I Ryssland hade ryska revolutionen brutit ut innan krigsslutet. Följderna av kriget blev att Österrike-Ungern splittrades, Ryssland blev Sovjetunionen och att Osmanska riket upphörde att existera. Många nya stater bildades.

#### Ryska revolutionen 1917
Den ryska revolutionen är den omvälvning som skedde 1917 i Ryssland. I mars 1917 tvingade upplopp, generalstrejk och myteri bland trupperna i Petrograd den hårt pressade tsar Nikolaj II att avgå och lämna makten till en provisorisk regering som skulle göra Ryssland till en konstitutionell monarki. Krisens rötter var Rysslands låga utvecklingsgrad och de ryska ledarnas inkompetens och brist på legitimitet. Den provisoriska regeringen var en bra allierad för ententemakterna men den kunde inte tillfredsställa det ryska folkets krav. Det ledde till att sovjeterna, de ryska arbetarråden, fick alltmer stöd och Petrograd var snart delat i två rivaliserande politiska läger, Petrogradsovjeten och den provisoriska regeringen. Aleksandr Kerenskij, som var den ende socialisten i den provisoriska regeringen, drev efter att han slagit ner ett bolsjevikiskt kuppförsök och blivit regeringschef i juli en allt mer samhällsbevarande linje som gjorde honom impopulär i det krigströtta Ryssland. Krigsbördan banade vägen för bolsjevikerna; den 7 november 1917 tog de makten genom en odramatisk statskupp. I mars 1918 hade de förhandlat fram en separatfred med Tyskland.

### Mellankrigstiden
Efter kriget var det några goda år innan Wall Street-kraschen skickade stora delar av världen ner i en depression. Tyskland och Österrike med sina stora krigsskadestånd var redan hårt drabbade med en enorm inflation och arbetslöshet. Under dessa förhållanden kunde Adolf Hitler komma till makten i Tyskland efter Paul von Hindenburgs död 1934. Hitler började att bygga ut armén och påbörjade sina planer om att skapa ett stortyskt rike genom att inleda den så kallade Anschluss. Frankrike och Storbritannien var rädda för ett nytt förödande storkrig och ingrep ej. År 1938 anslöts Österrike och det tyskspråkiga Sudetlandet (en del av Tjeckoslovakien). Hitler försäkrade vid Münchenkonferensen att Tysklands landanspråk i Europa nu var över och Storbritanniens premiärminister Neville Chamberlain förklarade att detta innebar "fred i vår tid". Men när Tyskland invaderade Polen den 1 september 1939 förklarade Frankrike och Storbritannien krig mot Tyskland och det andra världskriget inleddes i Europa.
I Spanien rasade spanska inbördeskriget mellan 1936 och 1939 där Francisco Franco ledde en militärkupp mot den spanska republiken. Franco fick militär hjälp av axelmakterna Italien och Tyskland; bland annat bombades staden Guernica av tyska Luftwaffe vilket ledde till protester runt om i världen. Efter Madrids fall 1939 kunde Franco upprätta en diktatur som varade till hans död 1975. Spanien kunde dock hålla sig neutrala under andra världskriget.

### Andra världskriget 1939–1945
Axelmakterna hade stora framgångar under inledningen av kriget, före 1941 hade de erövrat västra Polen, Danmark, Norge, Benelux, Frankrike och Balkan. Men man hade misslyckats i slaget om Storbritannien och Hitler vände nu blicken mot sina ideologiska motparter i Sovjetunionen och inledde den så kallade Operation Barbarossa. Striderna på östfronten blev mycket blodiga och brutala men till slut kunde ryssarna driva tyskarna tillbaka. Sommaren 1944 gjordes den största landstigningen i historien då allierade trupper inledde invasionen av Normandie. Tyskarna drevs nu tillbaka på två fronter och Berlin föll den 2 maj 1945 och Tyskland kapitulerade den 8 maj vilket är segerdagen.
De mänskliga förlusterna var enorma, enbart Sovjetunionens och Stalins utrotning av den egna befolkningen kostade 21 miljoner soldater och civila. Nazisternas folkmord på främst judar, förintelsen, bedöms ha kostat mellan 6,1- 11 miljoner människor livet. De flesta större tyska städer låg i ruiner efter våldsamma allierade terrorbombningar.  Efter kriget så tvångsförflyttades 12 miljoner Tyskar från östra Tyskland. Det ledde till att 500 000-2 miljoner tyskar dog, mest barn och kvinnor eftersom de flesta män satt i fångläger som krigsfångar.

### Kalla kriget
Efter andra världskriget och under kalla kriget var Europa indelat i två stora politisk-ekonomiska block: de socialistiska länderna i Östeuropa och de kapitalistiska länderna i Västeuropa. Det talades då om järnridån som skilde Europas stater från varandra. De två blocken hade egna samarbetsorganisationer: västblocket samarbetade i Europeiska kol- och stålgemenskapen, Europeiska ekonomiska gemenskapen och Nato medan östblocket samarbetade i Rådet för ömsesidigt ekonomiskt bistånd (Comecon) och Warszawapakten. För många blev Berlinmuren en symbol för de förtryck som existerande i de dåvarande Sovjetunionen. Avkoloniseringen fick som resultat att Europa gamla Stormakter fick en allt mindre betydelse för världsutvecklingen. Den rollen tog Sovjetunionen och USA över efter Suezkrisen 1956 blev både USA och Sovjet kända som de stora vinnarna på bekostnad av Frankrike och Storbritannien. 

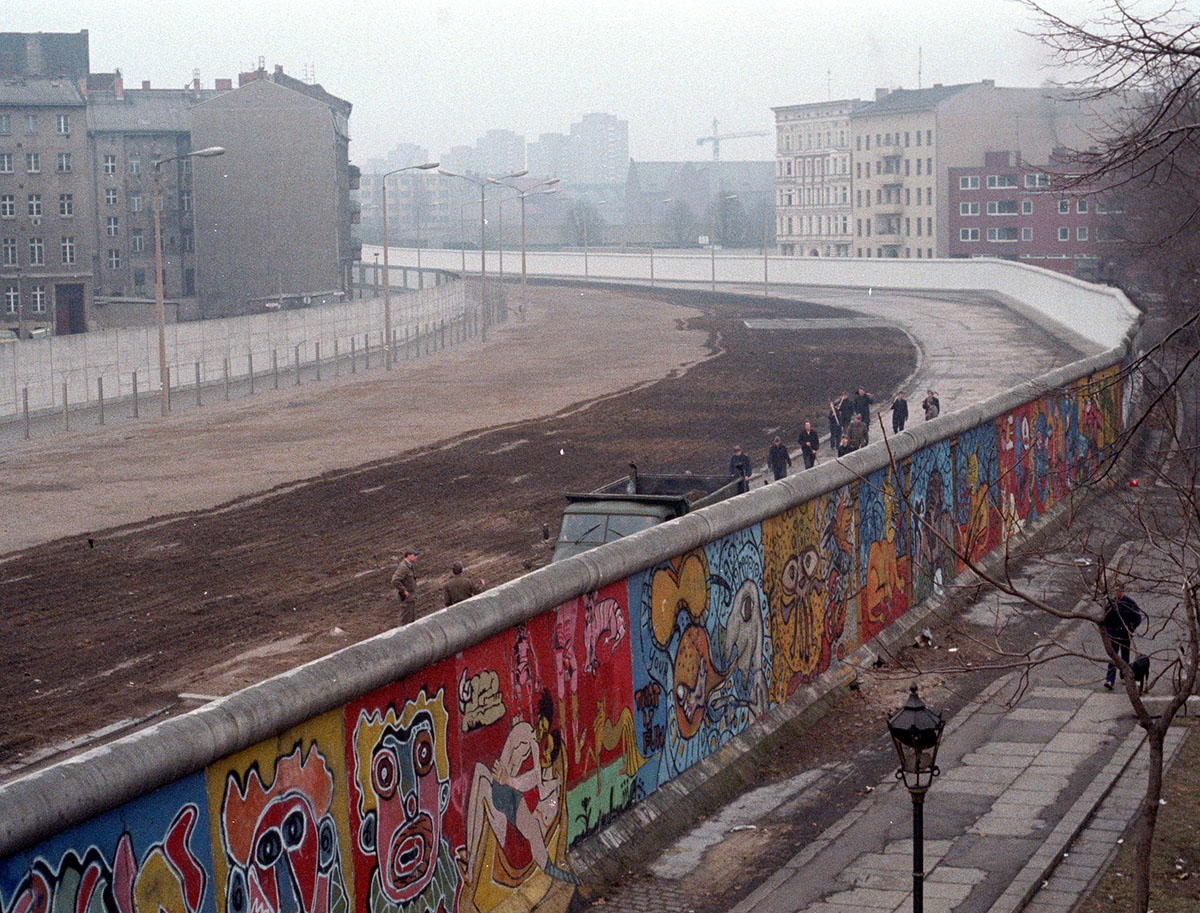
För många blev Berlinmuren en symbol för järnridån mellan Östeuropa och Västeuropa.

Först perestrojka och glasnost ledde i mitten av 1980-talet till en politisk kursändring i Sovjetunionen. 1989 öppnades östblocket, Berlinmuren föll, och Sovjetunionen och Warszawapakten upplöstes.

### Efter kalla kriget (från avspänning till rysk aggression)
Sedan de sista årtiondena på 1900-talet har Europas länder närmat sig varandra, vilket visar sig bland annat genom institutioner som Europeiska unionen. Samtidigt har nya konflikter i Europas utkant eller närhet påverkat både ekonomi och politik. Både Jugoslaviens upplösning och Arabiska våren ledde till stora flyktingströmmar mot Europa, liksom politiska utmaningar för EU:s och Natos medlemsländer.
Efter Warzawapakten har Nato vuxit i Central- och Östeuropa, parallellt med att ett alltmer politiskt och militärt aktivt Ryssland återigen vill öka sin påverkan på politiken i sina grannstater. 2008 var Ryssland i krig med Georgien, och 2022 inledde Ryssland en invasion av Ukraina, den största attacken på ett europeiskt land sedan andra världskriget. Invasionen följde åtta år efter landets annektering av Krim och internationella sanktioner mot Ryssland för dess utrikespolitiska självsvåldighet. Den våren 2022 fortfarande pågående invasionen har lett till de största inomeuropeiska flyktingströmmarna på över 70 år, liksom ett nytt kallt krig mellan Ryssland och västvärlden och en ekonomisk och politisk järnridå runt landet.